# Lydia Lopokova

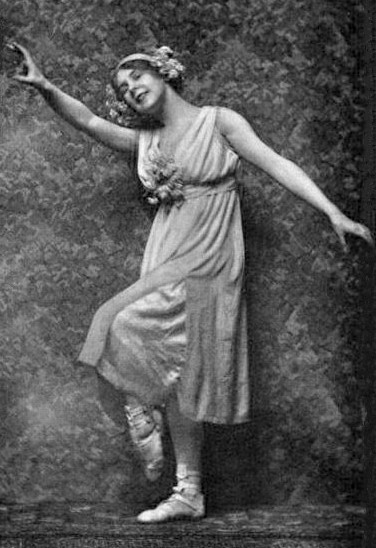
Die Tänzerin Lydia Lopokova, um 1912

Lydia Lopokova (ursprünglich russisch Лидия Васильевна Лопухова/Lidija Wassiljewna Lopuchowa; nach Heirat Baroness Keynes; * 21. Oktober 1892 in Sankt Petersburg; † 8. Juni 1981 in Tilton, Firle, East Sussex) war eine russische Balletttänzerin.

## Leben

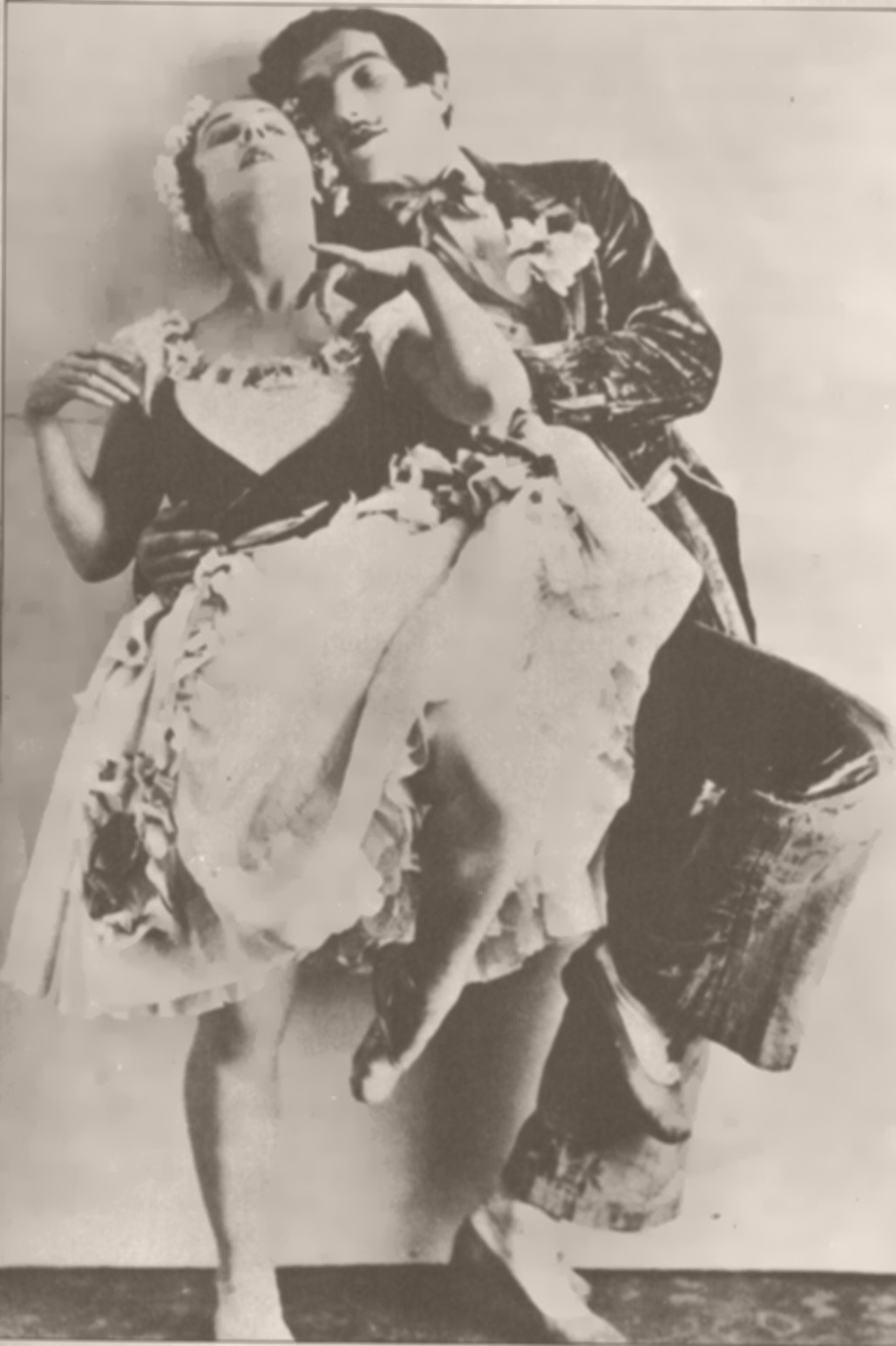
Lydia Lopokova mit Léonide Massine

Lopokova wurde an der kaiserlichen Ballettschule des Mariinski-Theaters in Sankt Petersburg ausgebildet. 1910 ging sie nach Paris, um sich Djagilews Ballets Russes anzuschließen. Im Laufe ihrer Karriere kehrte sie immer wieder zu den Ballets Russes zurück. Zu ihren Freunden gehörten so bekannte Persönlichkeiten wie Vaslav Nijinsky, Strawinski und Pablo Picasso, der sie in einigen Zeichnungen verewigte.
Lopokova war zweimal verheiratet, in erster Ehe mit dem Ballettmanager Randolfo Barrocchi und von 1925 bis 1946 mit dem Ökonomen John Maynard Keynes. Nach dem Tod ihres zweiten Mannes lebte sie sehr zurückgezogen in England.